# الدوري التايلاندي الممتاز 1999
الدوري التايلاندي الممتاز 1999 (بالتايلندية: คาลเท็กซ์พรีเมียร์ลีก ฤดูกาล 2542)‏ هو الموسم 4 من الدوري التايلاندي الممتاز. كان عدد الأندية المشاركة فيه 12، وفاز فيه Air Force United F.C. ‏.